# Daniel Noriega Flores
Daniel Leobardo Noriega Flores (15 de mayo de 1985, La Perla, Chihuahua, México), conocido como Daniel «Chato» Noriega  es un boxeador profesional mexicano, que obtuvo 5 títulos 4 internacionales en peso supermosca de los cuales 3 títulos del CMB, Campeón Latino, Campeón Intercontinental, Campeón del Mundo Hispano, 1 título del AMB Campeón Fedecentro y Campeón Super Gallo [Nacional df México] . Es conocido por desempeñarse en el boxeo y ser más una figura de la Comarca Lagunera.

## Biografía
Daniel Leobardo Noriega Flores nació el 15 de mayo de 1985 en la perla Camargo, Chihuahua de donde es originario su padre Raúl “El Pinocho” Noriega, su madre Ramona Flores nació en la comunidad Agua Dulce de Guadalajara, Jalisco. El matrimonio Noriega Flores emigró a Torreón hacia 1987 por lo que “El Chato” se considera lagunero, dado que su vida ha transcurrido aquí desde que tenía dos años pasando su infancia en la Colonia Compresora y en la Colonia Nueva Aurora su Juventud teniendo dos hermanos el mayor quien fue el que lo encaminó al boxeo Emmanuel Noriega y una mujer con el nombre de Karen Noriega

## Entrenadores
- Rafael Díaz Covarrubias (entrenador)
- Raúl Noriega Arroyo (Entrenador)

- Emmanuel Noriega Flores (preparador físico)

## Carrera profesional
Acumulaba 18 calendarios cuando inició su carrera de boxeador, 18 años después tiene una trayectoria profesional en que ha logrado 5 campeonatos de los cuales 4 son internacionales: tres del CMB1  de la AMB y 1 Nacional (DF Nacional) , en 59 peleas de las que 31 las ganó por la vía rápida, con 15 por decisión (la primera cuando debutó el 20 de noviembre del 2003),12 derrotas (la más reciente en el Torreón Coahuila Disputando el Campeonato Nacional (DF México) cuando se enfrentó a kid Guanajuato en su pelea de retiro ganando por Ko en el 7 ROUNDS y así coronarce Campeón Nacional
https://www.elsiglodedurango.com.mx/noticia/2021/listo-chato-noriega-para-su-ultimo-combate-en-el-terreno-profesional.html#!https://www.elsiglodetorreon.com.mx/noticia/2009/chato-gana-y-es-campeon.html

## Distinciones
- Títulos
  - Campeón Latino (2010) CMB
  - Campeón Intercontinental (2010) CMB
  - Campeón Mundo Hispano (2011) CMB
  - Campeón Fedecentro (2011) AMB
  - Campeón Nacional (2021)DF.Mexico
  - Reconocimiento por su trayectoria
  - Reconocimiento por ser un ídolo auténtico
  - Título Licenciatura en Derecho (2022 Agt)